# Kandijewo
Kandijewo (Кандиево, deutsch Braxeinshof) war ein Ort in der russischen Oblast Kaliningrad (Gebiet Königsberg (Preußen)). Seine Ortsstelle gehört zum Munizipalkreis Rajon Bagrationowsk (Stadtkreis Preußisch Eylau).

## Geographische Lage
Die Ortsstelle Kandijewos resp. Braxeinshofs liegt im südlichen Osten der Oblast Kaliningrad, 19 Kilometer nördlich der früheren Kreis- und heutigen Rajonshauptstadt Preußisch Eylau (russisch Bagrationowsk).

## Geschichte
Das einstige Braxeinshof wurde um 1770 gegründet. Als Vorwerk war der Ort in den Gutsbezirk Tharau (russisch Wladimirowo) im ostpreußischen Kreis Preußisch Eylau integriert, von 1928 bis 1945 in die neu gebildete Landgemeinde Tharau.
Als 1945 in Kriegsfolge das gesamte nördliche Ostpreußen an die Sowjetunion fiel, war auch Braxeinshof davon betroffen. Zunächst behielt der Ort seinen deutschen Namen und wurde erst 1947 in „Kandijewo“ umbenannt. Dann wurde er 1947 in den neu gebildeten Wladimirowski selski Sowej (Dorfsowjet Wladimirowo (Tharau)) eingegliedert. Zunächst noch besiedelt, wurde der Ort aber schon lange vor 1969 verlassen. Kandijewo gilt heute als untergegangen.
Die Ortsstelle gehört zum Rajon Bagrationowsk (Stadtkreis Preußisch Eylau) in der russischen Oblast Kaliningrad (Gebiet Königsberg (Preußen)).

## Religion
Bis 1945 war Braxeinshof in die evangelische Kirche Tharau (russisch Wladimirowo) in der Kirchenprovinz Ostpreußen der Kirche der Altpreußischen Union eingepfarrt.

## Verkehr
Braxeinshof resp. Kandijewo liegt an einer Landwegverbindung, die von Wladimirowo (Tharau) nach Lineinoje (Bögen) führt.

## Persönlichkeit
- Fabian Abraham von Braxein (1722–1798), preußischer Staats- und Kriegsminister, Mitglied der königlich-preußischen Regierung, Besitzer auf Braxeinswalde (russisch Otwaschnoje) und Braxeinshof